# Alber Gonsalves
Alber Gonsalves  là một cầu thủ bóng đá người Ấn Độ thi đấu ở vị trí tiền vệ cho Fateh Hyderabad ở I-League 2nd Division.

## Sự nghiệp
Sau khi ghi 5 bàn trong 9 trận cho SESA Football Academy ở Goa Professional League, Gonsalves được ký hợp đồng bởi đội bóng tại I-League Sporting Clube de Goa ngày 18 tháng 3 năm 2015. Anh có màn ra mắt cho câu lạc bộ ngày 31 tháng 3 năm 2015 trước Bengaluru FC. Anh đá chính trong 55 phút và Sporting Goa thất bại 4–1. Gonsalves ghi bàn thắng chuyên nghiệp đầu tiên cho câu lạc bộ ngày 22 tháng 4 năm 2015 trước Mumbai. Bàn thắng ở phút 13 của anh là bàn thắng đầu tiên của trận đấu và kết quả chung cuộc là 1–1.

## Quốc tế
Gonsalves là thành viên của đội tuyển quốc gia Ấn Độ tham gia Expo Unity World Cup 2014.

## Thống kê sự nghiệp
Tính đến 30 tháng 5 năm 2015
| Câu lạc bộ          | Mùa giải            | Giải vô địch          | Giải vô địch | Giải vô địch | Cúp Liên đoàn | Cúp Liên đoàn | Cúp Durand | Cúp Durand | AFC     | AFC       | Tổng    | Tổng      |
| Câu lạc bộ          | Mùa giải            | Hạng đấu              | Số trận      | Bàn thắng    | Số trận       | Bàn thắng     | Số trận    | Bàn thắng  | Số trận | Bàn thắng | Số trận | Bàn thắng |
| ------------------- | ------------------- | --------------------- | ------------ | ------------ | ------------- | ------------- | ---------- | ---------- | ------- | --------- | ------- | --------- |
| Sporting Goa        | 2014–15             | I-League              | 8            | 1            | 0             | 0             | 0          | 0          | —       | —         | 8       | 1         |
| Fateh Hyderabad     | 2016–17             | I-League 2nd Division |              | 1            | 0             | 0             | 0          | 0          | —       | —         |         | 1         |
| Tổng cộng sự nghiệp | Tổng cộng sự nghiệp | Tổng cộng sự nghiệp   | 8            | 2            | 0             | 0             | 0          | 0          | 0       | 0         | 8       | 2         |

## Danh hiệu

### Goa lusophony
- 2014 Lusophony Games (1)